# Walter Murray Gibson
assinatura
Walter Murray Gibson (6 de março de 1822 - São Francisco, 21 de janeiro de 1888) foi um aventureiro americano e ministro do governo no Reino do Havaí antes da constituição do reino de 1887.

## Primeiros anos
Geralmente pensava-se que Gibson nasceu em 6 de março de 1822, no sul dos Estados Unidos, embora ele às vezes afirmasse ter nascido na Inglaterra. Ele passou sua juventude no distrito de Anderson, na Carolina do Sul. Ele era o capitão de um navio e se envolveu com o tráfico de armas no Caribe. Mais tarde, ele foi preso nas Índias Orientais pelos holandeses sob a acusação de fomentar rebelião, foi condenado à morte, mas conseguiu escapar da prisão de Weltevreden em Java. Ele alegou ter recebido uma visão enquanto estava na prisão para "construir um reino nestas ilhas, cujas linhas de poder percorrerão a terra". Em 1859, ele foi para o Território de Utah e se juntou à Igreja de Jesus Cristo dos Santos dos Últimos Dias, persuadindo o presidente da Igreja Brigham Young a permitir que ele estabeleça uma colônia Mórmon no Pacífico.